# Delia Jarrett-Macauley
Delia Jarrett-Macauley, DMS, Tiến sĩ, FRSA, còn được gọi là Dee Jarrett-Macauley, là một nhà văn người Anh, học giả và phát thanh viên gốc Sierra Leonean, sống ở London. Cuốn tiểu thuyết đầu tay của cô, Moses, Citizen & Me, đã giành giải thưởng Orwell năm 2006 cho tác phẩm về đề tài chính trị, cuốn tiểu thuyết đầu tiên được trao giải thưởng. Cô đã nghĩ ra và trình bày các tính năng trên BBC Radio, cũng như là người tham gia vào một loạt các chương trình. Là một học giả đa ngành trong lịch sử, văn học và chính trị văn hóa, cô đã giảng dạy tại Đại học Leeds, Birkbeck College và các cơ sở giáo dục khác, gần đây nhất là một giảng viên thỉnh giảng bằng tiếng Anh tại Đại học Warwick. Cô cũng là một nhà tư vấn kinh doanh và nghệ thuật, chuyên phát triển tổ chức.

## Niên thiếu và học vấn
Delia Jarrett-Macauley được sinh ra ở Hertfordshire với cha mẹ là người Sierra Leonia, và là con gái út của họ, và có thời thơ ấu sống ở Sierra Leone. Cô học tại York College for Girls and Harrogate Grammar School và lấy bằng đầu tiên về Quản lý và bằng tiến sĩ triết học bằng tiếng Anh tại Đại học London.

## Sự nghiệp: ngành văn hóa và học thuật
Jarrett-Macauley bắt đầu làm việc trong lĩnh vực văn hóa vào giữa những năm 1980, bao gồm vai trò Giám đốc Hội đồng Nhà hát Độc lập, và là cố vấn cho Hội đồng Nghệ thuật Anh. Cô cũng quản lý trường hè khiêu vũ châu Phi và các dự án giáo dục phối hợp cho người châu Phi. Trong những năm 1990, cô là giám đốc chung của dự án "Transmission" của Nhà hát Quốc gia Hoàng gia, tập trung vào nghệ thuật và hướng đến việc thay đổi xã hội ở châu Âu. Cô cũng đã đánh giá các giải thưởng, phục vụ trong hội đồng quản trị và tham gia chặt chẽ với một số sáng kiến văn hóa và văn học khác, trong số đó có Giải thưởng Caine cho văn bản châu Phi năm 2007 ; cũng như trong năm 2016, khi cô làm chủ tịch hội đồng giám khảo của giải. Vào tháng 7 năm 2016, Jarrett-Macauley được bổ nhiệm làm Chủ tịch hội đồng quản trị giải thưởng Caine.
Sự nghiệp giảng dạy đại học của cô bắt đầu vào năm 1989, khi cô điều hành các khóa học nghiên cứu về vấn đề phụ nữ da đen đầu tiên, với ngành học về Thạc sĩ Nghiên cứu Phụ nữ tại Đại học Kent. Dựa trên chương trình làm việc đó, sau đó cô đã chỉnh sửa tuyển tập năm 1996 Tái cấu trúc Womanhood, Tái thiết nữ quyền: Viết về phụ nữ da đen, tuyển tập nữ quyền đầu tiên của Anh để xem xét các khái niệm về nữ giới và nữ quyền trong bối cảnh "chủng tộc" và sắc tộc. Cô cũng đã nghĩ ra và lãnh đạo Chương trình Quản lý Nghệ thuật tại Đại học Birkbeck, Luân Đôn, Anh Quốc
Cô đã từng là thành viên nghiên cứu về Giới tại Trường Kinh tế Luân Đôn (LSE)  và đã giảng dạy một loạt các khóa học tại Đại học Kent, London và Middlesex. Cô cũng đã đào tạo giáo viên tại Goldsmith's College, London và đã đóng góp cho nhiều khóa học phát triển chuyên nghiệp ở châu Âu tại một loạt các tổ chức, bao gồm Đại học Mùa hè Amsterdam và (liên kết với Quỹ Văn hóa Châu Âu), Quỹ King Baudouin (Brussels) và Mạng lưới các Trung tâm đào tạo quản trị văn hóa châu Âu.
Jarrett-Macauley đã đóng góp cho một số ấn phẩm học thuật với tư cách là tác giả và thành viên hội đồng, bao gồm Tạp chí Nữ quyền, Tạp chí Lịch sử Phụ nữ, Tạp chí Nghiên cứu Giới, và Giới và Lịch sử.
Jarrett-Macauley cũng đã biên tập tác phẩm kinh điển của Shakespeare, Race và Performance: The Diverse Bard ở Anh đương đại (tháng 6 năm 2016), với những người đóng góp cộng tác cùng, bao gồm Eldred Durosimi Jones, Jatinder Verma, Naseem Khan, Dawn Monique Williams, Michael Pearce, Lynette Goddard, Varsha Panj Jami Rogers, Michael McMillan, Iqbal Khan, Diane Allison-Mitchell, Pat Cumper, Sita Thomas và Terri Power.
Năm 2016, Jarrett-Macauley đã tham gia phái đoàn Hội chợ sách London tới Trung Quốc, nơi cô phát biểu tại Hội chợ sách quốc tế Thượng Hải và tại các sự kiện khác nhau ở Bắc Kinh, bao gồm Diễn đàn công nghiệp văn hóa của Hội chợ sách Bắc Kinh. Cô cũng được quay cho loạt phim "Walking the city" của Hội đồng Anh tại Rome.

## Văn chương
Jarrett-Macauley đã viết hai cuốn sách quan trọng: Cuộc đời của Una Marson, 1905 Hóa65 (xuất bản lần đầu năm 1998) và tiểu thuyết Moses, Citizen & Me (2005).

### Cuộc đời của Una Marson, 1905 - 1965
Cô là tác giả của một tiểu sử được đón nhận của nhà sản xuất chương trình da đen đầu tiên của BBC, Una Marson. Chris Searle, và một đánh giá nó trong Tribune đã viết: "Delia Jarrett-Macauley được tôn vinh khi tạo ra câu chuyện được viết một cách tinh xảo, chi tiết, mở ra cuộc sống của người da đen từ thời đại thường không được chạm đến bởi chữ viết". Margaret Busby gọi nó trên tờ Thời báo Chủ nhật là "hấp dẫn", với những phản hồi đánh giá cao khác đến từ Stewart Brown của Đại học Birmingham ("nghiên cứu kỹ lưỡng và tài liệu tốt"), Caroline Benn ("Một tiểu sử xuất sắc"), John Thieme của Đại học Hull ("Một công trình duy trì và học bổng ban đầu"), Hakim Adi ("Delia Jarrett-Macauley đã thực hiện một dịch vụ tuyệt vời"), Kevin Le Gendre cho Hội độc lập vào Chủ nhật ("truyền cảm hứng thực sự"), Sheila Rowbotham ("Một tác phẩm học thuật, được viết khéo léo"), trong khi Stuart Hall ca ngợi nó là "một đóng góp đáng kể cho công việc của ký ức lịch sử".

### Moses, công dân và tôi
Cuốn tiểu thuyết năm 2005 của Jarrett-Macauley lấy chủ đề là cuộc xung đột ở Sierra Leone, dựa trên trí tưởng tượng về "cả truyền thống châu Âu và truyền thống châu Phi để thắp sáng nỗi đau khổ của binh lính trẻ em và gia đình họ". Cuốn sách đã được xem xét rộng rãi và tích cực, bao gồm cả như Aminatta Forna ("Một câu chuyện ảnh hưởng sâu sắc và được kể một cách sinh động về những người bình thường với lòng can đảm để sống sót.... Một cuốn sách tuyệt vời"), Bernardine Evaristo ở Wasafiri (" Đây là một sự lựa chọn rất quan trọng và có ý nghĩa về chủ đề cho một cuốn tiểu thuyết đầu tay, được thể hiện đầy tham vọng, nó chứng tỏ mảnh đất màu mỡ và mạnh mẽ cho tiểu thuyết. "), Francis Wheen (" Một tiểu thuyết phi thường về chiến tranh, thời thơ ấu, nghệ thuật và sự cứu rỗi. ở châu Phi hiện đại, biến thành một tầm nhìn cứu rỗi kỳ diệu như giấc mơ giữa đêm hè. "), trong khi Lucy Beresford nhận xét trong Tạp chí Văn học:"... văn xuôi của cô ấy là một lá thư cho chủ đề ảm đạm và đáng lo ngại vật chất 
Trong tờ Người bảo vệ, Ali Smith đã bình luận về "câu chuyện được cân nhắc và đa tầng về một gia đình Sierra Leone bị phá hủy bởi một trong những người con của họ trở thành người lính trong cuộc nội chiến. Đây là một cuốn tiểu thuyết đáng chú ý vì nhịp đập chậm, đo lường và bình tĩnh phân tích, sự nhạy bén của nó để hứa hy vọng và phục hồi ngay cả sau khi tồi tệ nhất ", và Maya Jaggi đã viết: "Bảy năm trước Delia Jarrett-Macauley đã xuất bản Cuộc đời của Una Marson 1906-65, tiểu thuyết mang tính bước ngoặt của nhà nữ quyền Jamaica, người đã trở thành nhà sản xuất chương trình đen đầu tiên của BBC. dũng cảm, nếu quá tham vọng, đối xử hư cấu với những người lính trẻ em sau hậu quả của cuộc nội chiến Tây Phi.... như một cuộc thám hiểm nhạy cảm của một thế hệ đau khổ và một tình huống khó xử của gia đình, đó là một tiểu thuyết ám ảnh. " 
Moses, Citizen & Me đã được trao giải Orwell năm 2006, với kết luận của ban giám khảo rằng: "Đó là một tác phẩm rất thân mật và phức tạp về đạo đức, loại chủ đề làm sáng tỏ một thế giới mà chúng ta hầu như không hiểu... cuốn sách là tác phẩm mà bản thân Orwell có thể thích. " 
Năm 2008, sau khi xuất bản cuốn A Long Way Gone: Memoirs of a Boy Soldier, một tác phẩm đầu tay bán chạy nhất của Ishmael Beah thời còn là một người lính trẻ tuổi trong cuộc nội chiến ở Sierra Leone vào những năm 1990, độ chính xác của nó là đặt câu hỏi, cũng có một số cuộc thảo luận về sự tương đồng được cho là của cuốn hồi ký trong các phần của tiểu thuyết của Jarrett-Macauley.

## Phát thanh truyền hình
Jarrett-Macauley đã làm việc cho một số dự án phát sóng cho BBC Radio, bao gồm phát minh và trình bày Câu chuyện Una Marson (BBC Radio 3)  và Nhà văn phụ nữ da đen ở Anh những năm 1930 trên BBC Radio 4. Năm 2006, cô đã thực hiện chương trình Radio 4 quê hương Tưởng tượng, sau đó cô trở lại Sierra Leone sau 30 năm, và chương trình "đan xen ký ức và viễn tưởng của cô với cuộc đấu tranh thực sự để xây dựng lại nơi được gọi là Salone". Cô cũng đã đóng góp cho các chương trình khác như Giờ của phụ nữ  và Sách mở trên Radio 4, trang web Radio 3 về Ý tưởng và Văn hóa và Liên hoan âm nhạc trực tiếp BBC 2004. Cô lồng tiếng cho Chiến binh Marks, bộ phim tài liệu của Alice Walker, được chiếu trên truyền hình Anh (dựa trên cuốn sách cùng tên năm 1993 về cắt xén bộ phận sinh dục nữ).

## Tác phẩm
- Shakespeare, Chủng tộc và Hiệu suất: Bard đa dạng ở Anh đương đại, biên tập viên, Routledge (2016), ISBN 978-1138913820 Mã số   979-1138913820.
- Cuộc đời của Una Marson, 1905-65, Nhà xuất bản Đại học Manchester (1998, 2010), ISBN 9780719082566.
- Moses, Công dân và tôi, Granta Books (2005), ISBN 186207741X. Giành giải thưởng Orwell 2006.
- Tái thiết Womanhood, Tái thiết nữ quyền: Những bài viết về phụ nữ da đen, biên tập viên, Routledge (1996), ISBN 041511649X.